# Walter Ziffer

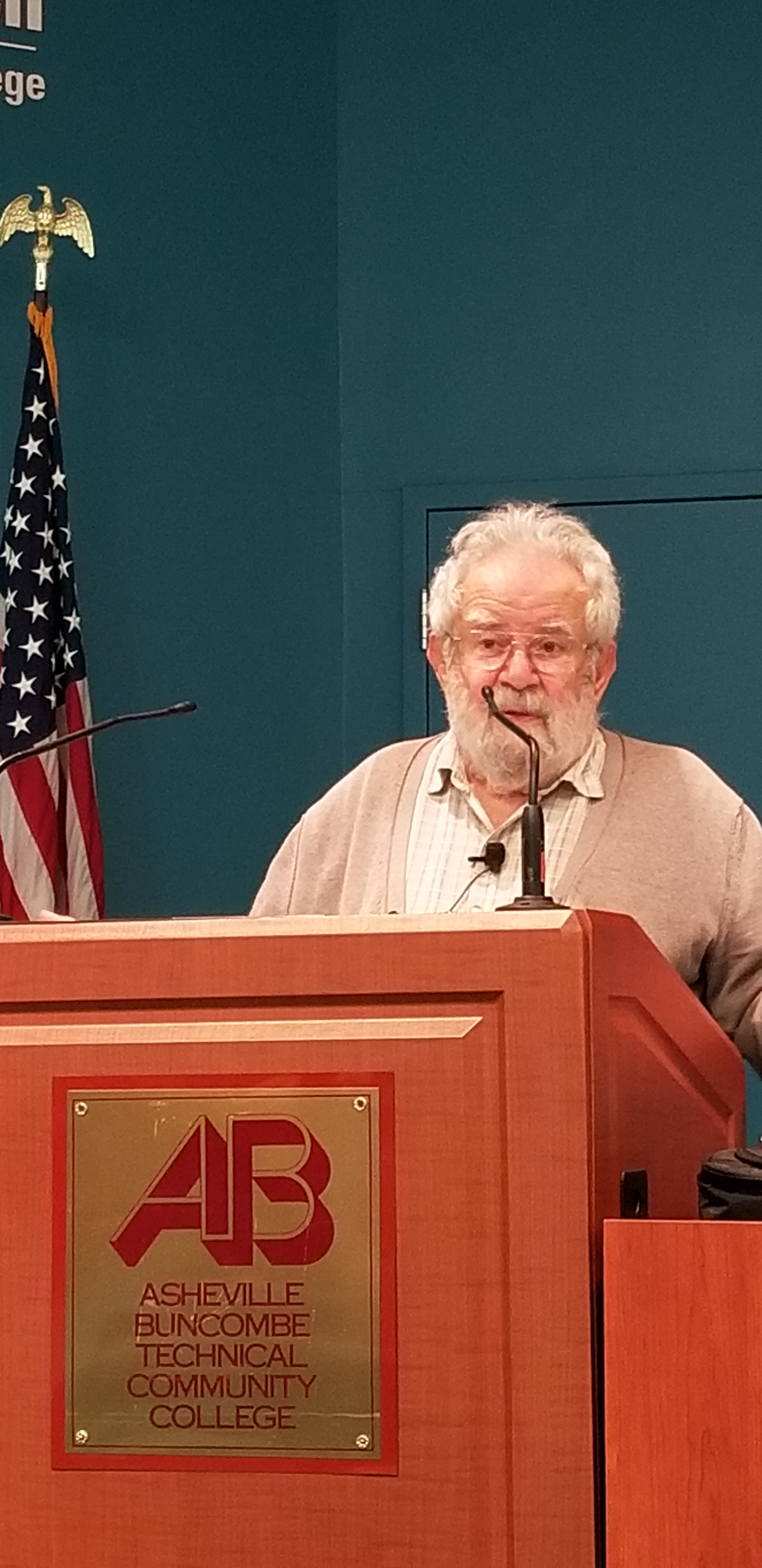
Walter Ziffer spricht am Asheville Buncombe Community College über seine Erfahrungen.

Walter Ziffer (* 5. März 1927 in Těšín, Tschechoslowakei) ist ein Überlebender des Holocaust und pensionierter Professor für Bibelstudium und Theologie. Nach seiner Einwanderung in die Vereinigten Staaten erhielt Ziffer einen Ingenieurabschluss der Vanderbilt University, zwei Masterabschlüsse der Graduate School of Theology des Oberlin College und einen Doktortitel in Theologie der Universität Straßburg in frühchristlicher Geschichte, biblischem Hebräisch und vergleichender Religionswissenschaft. Er ist Autor vieler Bücher und spricht regelmäßig in North Carolina über seine Erfahrungen während des Holocaust.

## Leben
Walter Ziffer wurde im März 1927 in Těšín, an der Grenze zwischen Polen und der Tschechoslowakei vor dem Zweiten Weltkrieg, geboren. Seine Eltern sind der Rechtsanwalt Leo Ziffer und Anny Borger Ziffer. Beide waren „nicht sehr religiös“.
Im Jahr 1942 wurde Ziffer als junger Teenager aus seinem Haus geholt, von seiner Familie getrennt und in ein jüdisches Ghetto in der heutigen Tschechischen Republik gebracht. Ziffer wurde während des Krieges in insgesamt sieben verschiedenen NS-Sklavenarbeitslager geschickt. Im Jahr 1945, im Alter von 18 Jahren, wurde er von sowjetischen Truppen befreit und konnte sich mit seinen Eltern und einigen seiner Geschwister wieder vereinigen, die in getrennten Lagern festgehalten worden waren und auch bis zu ihrer Befreiung überlebten. Als Ziffer im Jahr 1945 aus dem Krieg herauskam, wog er 87 Pfund. Er kehrte nach Hause zurück und machte eine Lehre als Mechaniker.

### Späteres Leben
Im Jahr 1948 verließ er Europa mit nur 5 Dollar, um bei einem Onkel zu wohnen, der vor dem Krieg nach Nashville geflohen war. Er schrieb sich in die High School ein und schloss in weniger als einem Jahr ab. Ziffer bewarb sich im Jahr 1949 im Alter von 22 Jahren an der Vanderbilt University. Er appellierte erfolgreich an den Dekan der Ingenieurschule von Vanderbilt, ihm eine Chance zu geben. Bei Vanderbilt wurde er Ingenieur, wie er es sich erhofft hatte, aber er begann auch eine spirituelle Reise, die ihn von der Familie seines Onkels entfernte und ihn auf einen völlig neuen Weg brachte. Durch seinen Freund Burton Grant, den er im Studium kennengelernt hatte, war Ziffer den Kirchen Christi ausgesetzt und er konvertierte zum Christentum.
Ziffer heiratete Carolyn Harris Kinnard, die er in einer einführenden sozialwissenschaftlichen Klasse kennengelernt hatte. Nach dem Abschluss zogen sie nach Ohio, wo für General Motors eine Arbeit als Ingenieur angenommen hatte. In den späteren Jahren drehte sich Ziffers Arbeit hauptsächlich um sein Lehren und seine Vorträge an verschiedenen Hochschulen. Zudem schrieb er über die Ansichten des Christentums zum Judentum und hielt Gastvorträge über seine Erfahrungen mit dem Holocaust. Nach mehr als 25 Jahren konvertierte Ziffer zwischenzeitlich zurück zum Judentum und wurde aktiv im Leben der Synagoge.
Im Jahr 1993 zog er erneut um in eine Stadt in der Nähe von Asheville, North Carolina.
Aber wie der Titel seiner Memoiren schon sagt, wurde Ziffer inzwischen ein weltlicher Humanist. In den im Jahr 2017 veröffentlichten Memoiren erweitert er seine Überzeugung, dass er nicht an Gott glaube oder eine höhere Macht ihn während des Holocausts vor dem Tod bewahrt habe, sondern dass es reines Glück gewesen sei, dass er die Konzentrationslager überlebt habe. Er sagte in einem Interview: „Ich kann mich ihrer Ansicht nicht anschließen, mein Überleben dem Schutz Gottes zuzuschreiben. Ich tue es nicht und möchte nicht, dass ich von Gott in irgendeiner Weise aus dem Rest der Welt Juden herausgegriffen werde, von denen ein Drittel während des Holocaust von Hitler und seinen Handlangern getötet wurde. Wie konnte Gott mich zum Überleben bringen, während anderthalb Millionen unschuldiger Kinder in den Tod gingen, ohne dass Gott in ihrem Namen eingriff?“
Heute lebt Ziffer mit seiner Ehefrau Gail Rosenthal in Weaverville. Ziffer hat sechs Kinder und zwölf Großkinder.